# Негрони, Бальдассаре
Бальдасса́ре Негро́ни (итал. Baldassarre Negroni; 21 января 1877, Рим, Лацио, Италия — 18 июля 1948, там же) — итальянский режиссёр, сценарист, продюсер и монтажёр.

## Биография
Начинал свою кинокарьеру как оператор документальных фильмов. Позже становится монтажёром, сценаристом и режиссёром. Впервые в Италии использовал монтаж и крупные планы в картине «История одного Пьеро» (1914), во время съёмок которого актёры должны были синхронизировать движения в кадре с музыкальным сопровождением. Снимал, как правило, фильмы на исторические и литературные сюжеты. Популярностью пользовалась серия комедий с участием актёра Бартоломео Пагано. В 1932 году, одним из первых в итальянском кинематографе, обратился к звуковому кино, экранизировав оперетту Пала Абрахама «Два счастливых сердца».

## Избранная фильмография

### Режиссёр
- 1912 —  / Tragico amore
- 1912 —  / Panne d'auto
- 1912 —  / Tutto si accomoda
- 1912 —  / Lagrime e sorrisi
- 1912 — Трагическая идиллия / Idillio tragico
- 1913 — Перед лицом судьбы / In faccia al destino
- 1913 —  / Per la sua gioia
- 1913 — Мать / La madre
- 1913 — Пиковая дама / La dama di picche
- 1913 —  / Zuma
- 1913 —  / La cricca dorata
- 1913 —  / La terra promessa
- 1913 —  / Il veleno delle parole
- 1913 —  / La maestrina
- 1913 —  / La tutela
- 1913 —  / La lega dei diamanti
- 1913 —  / Un colpo di fulmine
- 1913 —  / Tramonto
- 1913 —  / La porta chiusa
- 1913 —  / La gloria
- 1913 —  / Ombra e luce
- 1913 —  / La vigilia di Natale
- 1913 —  / La donna altrui
- 1913 —  / L'avvoltoio
- 1913 —  / Bufere
- 1913 —  / L'ultima carta
- 1913 —  / L'ultimo atout
- 1913 —  / Ninì Verbena
- 1913 —  / L'arrivista
- 1913 —  / Per il blasone
- 1913 —  / La bufera
- 1913 — Душа полусвета / L'anima del demi-monde
- 1913 — Оружие трусов / L'arma dei vigliacchi
- 1914 — История Пьеро / L'Histoire d'un Pierrot
- 1914 —  / L'amazzone mascherata
- 1914 —  / La danza dei milioni
- 1914 —  / La maschera dell'onestà
- 1914 —  / Amore veglia
- 1914 —  / Il piccolo contorsionista
- 1914 —  / La dote del burattinaio
- 1914 —  / Vizio atavico
- 1914 — Последняя битва / L'ultima battaglia
- 1914 —  / Il re dell'Atlantico
- 1914 —  / Nel nido straniero
- 1914 —  / Per la felicità degli altri
- 1914 —  / Non è tutt'oro...
- 1914 —  / Una tragedia alla corte di Sicilia
- 1915 —  / L'ereditiera
- 1915 —  / The Righted Wrong
- 1915 — Дама с камелиями / La signora delle camelie
- 1915 — Марчелла / Marcella
- 1915 —  / L'ostacolo
- 1915 —  / Rugiada di sangue
- 1915 —  / Passa la guerra
- 1915 — Пламя и тени / Fiamme nell'ombra
- 1916 —  / A guardia di Sua Maestà
- 1916 —  / Il potere sovrano
- 1916 —  / Jou-Jou
- 1916 —  / Il mistero di una notte di primavera
- 1916 —  / La caccia ai milioni
- 1917 —  / La cuccagna
- 1917 —  / L'aigrette
- 1917 —  / Gli onori della guerra
- 1917 —  / La donna di cuori
- 1917 —  / La via della luce
- 1917 —  / La donna abbandonata
- 1918 — Мадам Флирт / Madame Flirt
- 1918 —  / Il volto del passato
- 1918 — Багдадская принцесса / La principessa di Bagdad
- 1919 —  / Vertigine
- 1919 —  / La fibra del dolore
- 1919 —  / La signora senza pace
- 1919 —  / Bimbi lontani
- 1919 —  / La vita senza scopo
- 1923 —  / La locanda delle ombre
- 1926 — Беатриче Ченчи / Beatrice Cenci
- 1927 —  / Il vetturale del Moncenisio
- 1928 — Последний царь / Gli ultimi zar
- 1929 — Юдифь и Олоферн / Giuditta e Oloferne
- 1932 — Двое счастливых сердец / Due cuori felici

### Сценарист
- 1915 — Дама с камелиями / La signora delle camelie
- 1916 —  / Il potere sovrano
- 1917 —  / La cuccagna
- 1917 —  / L'aigrette
- 1919 —  / Vertigine
- 1927 —  / Il vetturale del Moncenisio

### Продюсер
- 1933 —  / Acciaio
- 1933 — Перголези / Pergolesi

### Монтажёр
- 1932 — Двое счастливых сердец / Due cuori felici